# Karoowia saxeti
Karoowia saxeti är en lavart som först beskrevs av Stizenb., och fick sitt nu gällande namn av Hale. Karoowia saxeti ingår i släktet Karoowia och familjen Parmeliaceae.   Inga underarter finns listade i Catalogue of Life.